# Franciszek Ksawery Branicki

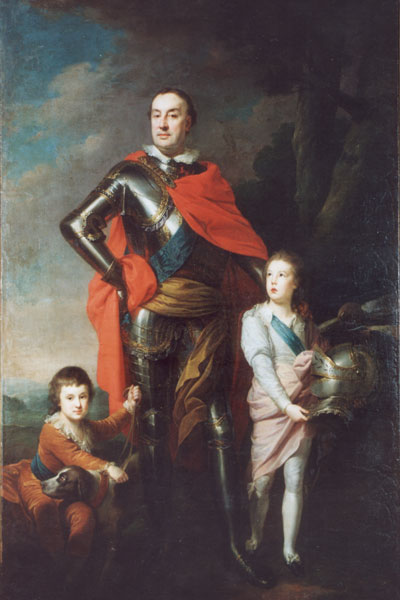
Jan Chrzciciel Lampi, Portret Franciszka Ksawerego Branickiego z synami Aleksandrem i Władysławem

Franciszek Ksawery Branicki herbu Korczak (ur. ok. 1730 w Barwałdzie, zm. 1819 w Białej Cerkwi) – pierwszy generał adiutant królewski w 1764 roku, minister wojny w Straży Praw, generał artylerii litewskiej w latach 1768–1773, hetman polny koronny w 1773–1774, hetman wielki koronny w latach 1774–1793, generał lejtnant wojsk koronnych od 1764, podstoli koronny 1764–1766, generał Imperium Rosyjskiego od 1795, poseł na sejm w 1752 i sejm konwokacyjny (1764), łowczy koronny w 1766 roku, starosta halicki w latach 1763–1767.
Przeciwnik reform Sejmu Czteroletniego i Konstytucji 3 Maja, współtwórca konfederacji targowickiej, w czasie insurekcji kościuszkowskiej uważany za wielkiego zdrajcę i skazany in effigie na karę śmierci.

## Życiorys
Był synem Piotra, chorążego halickiego, i Walerii z Szembeków, kasztelanki oświęcimskiej. W 1754 roku został szlachcicem komnaty, a na przełomie 1754/1755 roku szambelanem Augusta III Sasa. Karierę zaczynał jako żołnierz w wojnie siedmioletniej w wojsku rosyjskim, następnie francuskim. Odznaczył się między innymi pod Sarbinowem (Zorndorf) w 1758 roku dowodząc szwadronem rosyjskiej kawalerii. Za zasługi w wojsku francuskim Ludwik XV uhonorował go tytułem hrabiowskim (w Polsce do zaborów tytuł nieuznawany). W 1765 roku został kawalerem Orderu Świętego Stanisława.
Był posłem na sejm 1762 roku. Wybrany sędzią kapturowym ziemi halickiej w 1764 roku. Konsyliarz konfederacji Czartoryskich w 1764 roku. W 1764 roku był elektorem Stanisława Augusta Poniatowskiego z ziemi halickiej i posłem tej ziemi na sejm elekcyjny. Był posłem na sejm koronacyjny 1764 roku z ziemi zakroczymskiej. Komisarz z rycerstwa w Komisji Wojskowej Koronnej w latach 1765–1770. W 1766 roku, w wyniku pojedynku na pistolety ze słynnym Giacomo Casanovą, przebywającym wówczas w Polsce, został ciężko zraniony w brzuch. W 1766 roku był posłem na Sejm Czaplica z ziemi halickiej.
Był członkiem konfederacji radomskiej 1767 roku. W załączniku do depeszy z 2 października 1767 roku do prezydenta Kolegium Spraw Zagranicznych Imperium Rosyjskiego Nikity Panina, poseł rosyjski Nikołaj Repnin określił go jako posła właściwego dla realizacji rosyjskich planów na sejmie 1767 roku za którego odpowiada król, poseł ziemi sochaczewskiej na sejm 1767 roku. W 1767 roku jako poseł na Sejm Repninowski z ziemi sochaczewskiej, wszedł w skład delegacji, wyłonionej pod naciskiem posła rosyjskiego Nikołaja Repnina, powołanej w celu określenia ustroju Rzeczypospolitej.
Jako regimentarz, na czele wiernych Stanisławowi Augustowi Poniatowskiemu wojsk koronnych pomagał w latach 1768–1772 tłumić konfederację barską. 19 czerwca 1768 wraz z wojskami rosyjskimi zdobył Bar.
W 1770 roku wobec kryzysu w stosunkach z Rosją, Stanisław August Poniatowski mianował go swym posłem w Rosji, bez porozumienia z Czartoryskimi. 18 stycznia 1771 roku Branicki dotarł do Petersburga. Stamtąd ostrzegł króla Stanisława, że jeśli misja rosyjska w Warszawie i jej szef Kasper von Saldern nie porozumieją się z Polakami, nastąpi rozbiór, i tak też się stało. W 1772 udał się z misją dyplomatyczną do Paryża. Za te zasługi Stanisław August Poniatowski nadał mu starostwo białocerkiewskie i mianował hetmanem wielkim koronnym. Na Sejmie Rozbiorowym 1773–1775 został członkiem Komisji Rozdawniczej Koronnej, ustanowionej dla likwidacji majątku skasowanego w Rzeczypospolitej zakonu jezuitów. Członek konfederacji Andrzeja Mokronowskiego w 1776 roku.
Na sejmie 1778 roku został konsyliarzem Rady Nieustającej. Członek Departamentu Wojskowego Rady Nieustającej w 1779 roku.
Był członkiem konfederacji Sejmu Czteroletniego. Był przewodniczącym Komisji Wojskowej Obojga Narodów w 1788 roku. W lipcu 1791 r. w porozumieniu z Grigorijem Potiomkinem zorganizował porwanie z Łazienek króla Stanisława Augusta, którego jednak nie udało się przeprowadzić. Przeciwnik reform Sejmu Czteroletniego i Konstytucji 3 Maja, współtwórca konfederacji targowickiej. Figurował na liście posłów i senatorów posła rosyjskiego Jakowa Bułhakowa w 1792 roku zawierającej wykaz osób, na które Rosjanie mogą liczyć przy rekonfederacji i obaleniu dzieła 3 maja. Przez całą swoją karierę jeden z przywódców patriotycznego stronnictwa prorosyjskiego.
Konserwatysta stojący murem za biskupem Kajetanem Sołtykiem i chcący utrzymać dawne przywileje hetmańskie. Zdecydowany kontrrewolucjonista. Nie podpisał żadnego z traktatów rozbiorowych. Był konsyliarzem konfederacji generalnej koronnej w konfederacji targowickiej. Ze względu na swoją prorosyjskość z biegiem XIX wieku stał się synonimem zdrajcy tak jak i inni przywódcy konfederacji targowickiej.
Franciszek Ksawery Branicki piastował godność wielkiego łowczego koronnego, a także hetmana polnego i wielkiego hetmana koronnego. Dowodził jako generał artylerią litewską. Z buławy wielkiej koronnej zrezygnował 13 sierpnia 1793 roku. Był także generałem wojsk rosyjskich. Jako właściciel ogromnych dóbr na Ukrainie był jednym z najpotężniejszych magnatów polskich. Rezydował w Białej Cerkwi pod Kijowem, gdzie spędził ostatnie lata życia, porzuciwszy służbę państwową i wojskową.
W czasie insurekcji kościuszkowskiej Sąd Najwyższy Kryminalny skazał go na karę śmierci przez powieszenie, wieczną infamię, konfiskatę majątków i utratę wszystkich urzędów. Wobec nieobecności skazanego, wyrok wykonano in effigie 29 września 1794. Jego portret, wieszany na szubienicy, przedstawił nieznany nam dzisiaj malarz na obrazie pt. Wieszanie targowiczan „in effigie” obok oczekujących egzekucji portretów Szczęsnego Potockiego i hetmana Seweryna Rzewuskiego, których również nie udało się pojmać i skazać za zdradę ojczyzny.
W młodości awanturnik, który w 1766 pojedynkował się z Casanovą w Warszawie z powodu włoskiej tancerki, Cassaci. Żonaty (1781) z Aleksandrą Engelhardówną, siostrzenicą Grigorija Potiomkina, ulubienicą i domniemaną córką naturalną carycy Katarzyny, posiadał z nią pięcioro dzieci: córki Katarzynę, Elżbietę wydaną za Michała Woroncowa, i Zofię oraz synów Władysława i Aleksandra, zmarłego w wieku 18 lat.
Odznaczony Orderem Orła Białego (1765), rosyjskimi Orderem św. Aleksandra Newskiego i Orderem św. Andrzeja Apostoła Pierwszego Powołania (1774), starosta jaworowski w 1771 roku, starosta przemyski w 1771 roku.

## Upamiętnienie
- Widmo Branickiego jako symbol zdrady narodowej i pychy magnackiej pojawia się w dramacie Wesele Stanisława Wyspiańskiego.
- Jego postać została umieszczona na obrazach Rejtan i Konstytucja 3 Maja 1791 roku Jana Matejki.